# Bhandigadi, Tirthahalli
Bhandigadi là một làng thuộc tehsil Tirthahalli, huyện Shimoga, bang Karnataka, Ấn Độ.